# Навчення
Навчення — відносно постійні зміни в поведінці, що відбуваються в результаті практики взаємодії організму з середовищем.

## Реактивне навчення
Реактивне навчення, при якому виробляються нові реакції на подразники. Це пасивна форма навчення: для придбання нових реакцій жива істота не робить ніяких дій над зовнішнім середовищем.
Найпростіший вид навчення. Основні форми реактивного навчення: звикання і сенсибілізація, імпринтинг, класичне обумовлення.

### Звикання і сенсибілізація
Ці найпростіші форми навчення є у самих примітивних тварин, але зберігаються і у людини.
Звикання (габітуація) — це зменшення реакції при повторній дії незначимого подразника. Наприклад, людина звикає спокійно спати під шум автомобілів під вікнами.
Сенсибілізація — це, навпаки, посилення реакції при повторній дії значущого подразника. Наприклад, у людини, сильно переляканої гучним звуком, на деякий час посилюється реакція і на тихі звуки.

### Імпринтинг
Імпринтинг («закарбування») — це миттєве навчення, «навчення з першого разу». Класичний приклад імпринтингу — формування прив'язаності гусенят до першого побаченого після вилуплення рухомого об'єкта. У природному середовищі існування цим об'єктом є мати, і гусенята відразу після вилуплення починають всюди слідувати за нею; біологічне значення цього феномену очевидно. Якщо ж першим рухомим об'єктом виявляється експериментатор або навіть неживий предмет (наприклад, м'ячик), то гусенята починають слідувати за ним.
Важлива закономірність імпринтингу полягає в тому, що він формується в строго певні періоди життя, які називаються критичними періодами. У прикладі з гусенятами, критичний період — це перші години після народження. Ця закономірність поширюється й на інші форми навчення, схожі з імпринтингом: наприклад, канарка може навчитися співати тільки в тому випадку, якщо її в певний період життя підсадити до дорослого співаючої особини; у дитини існує певний критичний період (до 5 років) для формування мовлення. Таким чином, критичні періоди, в широкому значенні слова, — це такі періоди, в які особливо легко формуються і особливо міцно закріплюються певні форми поведінки.

### Класичне обумовлення
Це формування класичних (павловських) умовних рефлексів. Умовні рефлекси відрізняються від безумовних наступними основними особливостями:
- Безумовні рефлекси в основному вроджені, вони виникають у відповідь на дію подразника завжди, без будь-яких попередніх умов (звідси — безумовні).
- Умовні рефлекси — нові, придбані; вони виробляються при дотриманні певних умов (звідси — умовні), головні з яких наступні.

Типовий приклад — вироблення умовнорефлекторного слиновиділення. Пред'явлення їжі — це безумовний подразник: у більш або менш голодної тварини або людини воно завжди викликає слиновиділення. Якщо пред'явленню їжі кілька разів передуватиме включення лампочки, то через деяку кількість повторів у відповідь на вмикання лампочки буде виділятися слина.
Якщо безумовний подразник перестає підкріплюватися, то умовний рефлекс поступово перестає проявлятися. Наприклад, якщо виробити умовнорефлекторное слиновиділення на вмикання лампочки, а потім це вмикання перестати супроводжувати пред'явленням їжі, то через деякий час вмикання лампочки перестане викликати слиновиділення. Це явище називається умовним гальмуванням. Існують декілька різновидів умовного гальмування, але всі вони володіють головною загальною рисою: виникають у відповідь на непідкріплення.
Біологічний сенс умовних рефлексів полягає в тому, що умовні подразники мають сигнальне значення, тобто сповіщають про майбутні важливі події. Таким чином, реакція на умовний подразник (умовний рефлекс) забезпечує випереджальне реагування. Значення його величезне: переважна більшість наших дій являють собою випереджаючі реакції на сигнали. Завдяки постійному виробленню умовних рефлексів на підкріплювані подразники і гальмуванню умовних рефлексів при припиненні підкріплення, організм все тонше і точніше адаптується до навколишнього середовища.
Класичне обумовлення було відкрито І. П. Павловим.

## Оперантне обумовлення
Оперантне навчення — це навчення при якому виробляються нові дії над навколишнім середовищем.
Це формування оперантних (інструментальних) умовних рефлексів — активних дій (операцій), спрямованих на досягнення мети. Два основних види такого навчення — це метод проб і помилок і соціальне навчення.

### Метод проб і помилок
Цей спосіб навчення полягає в тому, що жива істота при виникненні потреби здійснює безліч різних дій (проб); більшість з них виявляються марними (помилки), але деякі приводять до досягнення мети, і тоді вони закріплюються у вигляді оперантних умовних рефлексів. Наприклад, у голуба в клітці є кружок, удар по якому призводить до появи годівниці з зерном. Голодний голуб активно ходить по клітці, клює різні об'єкти і при випадковому попаданні дзьобом в кружок отримує їжу. Через деяку кількість повторів голуб для отримання їжі буде вже цілеспрямовано бити в кружок дзьобом.
Вироблення оперантних умовних рефлексів можна направляти, підкріплюючи якісь проміжні етапи, потрібні для досягнення мети (наприклад, для викласти голуба доріжку із зерняток у напрямку до кружка і приклеїти до кружка ще одне зернятко). Цей метод навчання називається методом формування реакцій, він широко використовується при дресируванні, частково — при вихованні дітей та в різних видах психотерапії. Використовується тваринами при вихованні молодих особин — наприклад, коли кішка виховує кошенят.

### Соціальне навчення
У природному середовищі ні метод проб і помилок, ні метод формування реакцій, самі по собі, не можуть забезпечити адаптації і виживання тварини. Будь-яка помилка може виявитися останньою: заєць не може помилитися у своїй поведінці при вигляді вовка. Наставника ж, який формує реакції, теж немає; виняток становить навчання дитинчат батьками, але цей спосіб досить обмежений. У зв'язку з цим виникло соціальне навчення, або навчення шляхом спостереження. Суть його зводиться до того, що молода особина вчиться не на своїх, а на чужих помилках: копіюючи поведінку дорослих особин, вона переймає досвід поколінь. Ця форма навчення включає два види: просте наслідування і вікарне навчення.
Просте наслідування — це сліпе копіювання дій дорослих особин, без розуміння його наслідків. Просте наслідування є характерним для самих молодих особин — маленьких дітей і дитинчат тварин.
Імітаційне (вікарне) навчення — це наслідування успішної моделі з розумінням наслідків. Так, хтось наслідує улюбленим героям книг або фільмів, хтось — лідеру класу, хтось — відомим спортсменам, акторам та ін. Це научіння є характерним для більш дорослих особин — підлітків і молодих тварин; іноді у людини воно зберігається на все життя, фактично замінюючи самостійний розвиток і поведінку.

## Когнітивне навчення
Це найскладніша і найдосконаліша форма навчення, при якому жива істота навчається спочатку проводити дії над розумової моделлю дійсності, а потім переносити отримані результати на реальну дійсність.
Уявімо собі лабіринт, що веде до годівниці; цей лабіринт спочатку роздвоюється на ліве і праве відгалуження, а потім обидва відгалуження сходяться. Якщо щура привчити бігти до годівниці по лівому відгалуженню, а потім його перекрити, то щур, наштовхнувшись на перегородку, раптово повертає і біжить по правому відгалуженню, без попередніх проб і помилок. Іншими словами, у процесі навчення у нього в мозку, під дією потоку усвідомлюваних і неусвідомлюваних подразників, формується «карта місцевості» — так звана когнітивна карта. У широкому значенні слова під когнітивною картою можна розуміти не тільки чисто топографічну схему місцевості, але будь-яку модель дійсності, над якою здійснюються розумові дії. Класичний приклад — мавпа, у якої в клітці лежать вузькі і широкі метрові трубки, а на відстані півтора метрів від клітки лежить банан; мавпа безуспішно намагається дістати його спочатку рукою, потім окремими трубками, потім на якийсь час завмирає («замислюється») і раптом несподівано вставляє одну трубку в іншу і дістає банан, причому раніше вона цього ніколи не робила.

## Навчення з погляду еволюційної біології
У поєднанні концепцій теорії біологічної еволюції та когнітивних здібностей у філософа Деніела Деннета народилась концепція стадіальності розвитку розумових здібностей організмів в процесі їхньої еволюції та відносно реакції на зовнішнє середовище, так звана «вежа Деннета». Земні живі істоти можна умовно поділити на 4 класи:
- Дарвінівські істоти. Когнітивні здібності відсутні. Розвиток обумовлений лише природним відбором, тобто виживають найбільш придатні фенотипи до конкретних умов навколишнього середовища[1]. Це усі примітивні організми: віруси, бактерії, археї, протисти тощо.
- Скіннеровські істоти. Можуть приймати рішення на основі власних відчуттів і досвіду. На їхню еволюцію і розвиток мають вплив не лише задані генами властивості і зовнішні фактори, але й відносна успішність прийняття рішень за час їхнього життя. Ефективність таких організмів вище, ніж дарвінівських, бо їхнє життя сповнене можливостей спроб і помилок, підкріплених реакцією зовнішнього середовища[1]. До таких істот відносять більшість багатоклітинних організмів, що розмножуються за допомогою сексу: від голкошкірих до деяких примітивних ссавців.
- Попперовські істоти. Живі організми з вищою нервовою системою, що допомагає їм не тільки варіативно реагувати на зовнішні фактори середовища (до якого також відноситься і внутрішні тканини й окремі органи, що можуть мати протилежні «цілі» та «бажання» під час власного функціонування), але й умовно передбачувати наслідки прийняття того чи іншого рішення, прогнозувати перебіг подій. Під час власного життя такі організми, накопичуючи досвід, становляться своєрідними базами даних не тільки подій, що вже відбулися, але й таких, що тільки могли відбутися, або навіть ніколи не могли відбутися в реальності. На цьому щаблі з'являється можливість  відбору не фенотипів, але гіпотез[2]. До таких істот відносять більшість ссавців та птахів.
- Грегорійські істоти. Це своєрідні «просунуті» попперовські істоти, що можуть обмінюватись інформацією про власний досвід й, на базі отриманих даних, генерувати унікальні ймовірні й неймовірні системи причинно-наслідкових зв'язків[1]. Самі вони при тому можуть ніколи не тільки не мати відповідного досвіду, але й не мати змоги його отримати (від звичайної емоційної емпатії до генерування віртуальних світів). Тобто біологічна еволюція для таких істот проходить стадію сингулярності, коли теоретично вона залежить лише від когнітивних можливостей, якими наділені представники виду. До таких істот відносять людину. Інколи зараховують також людиноподібних мавп, дельфінів, деяких вранових і папуг тощо. Вважається, що на цьому етапі біологічна еволюція припиняється і починається конструювання штучних зовнішніх факторів, штучних організмів та штучного інтелекту.